# Baie de Bandon
Cette page contient des caractères thaïs. En cas de problème, consultez Aide:Unicode ou testez votre navigateur.

Le golfe de Thaïlande et la baie de Bandon dans sa partie occidentale

La baie de Bandon (thaï : อ่าวบ้านดอน) est une baie située dans l'ouest du golfe de Thaïlande, dans la province de Surat Thani. Elle s'étend du cap de Sui (แหลมซุย) dans l'amphoe (district) de Chaiya au nord-ouest, jusqu'à Kanchanadit à l'est. La longueur totale de sa côte est d'environ 100 km. La baie accueille les estuaires des fleuves Tapi et Phum Duang.
La baie de Bandon est relativement peu profonde : de 1 à 5 m. Sa côte est couverte de boues sédimentaires sur lesquelles pousse de la mangrove (Sonneratia spp., Rhizophora spp.). L'aquaculture de la crevette en a détruit une bonne partie.